# Avatar Studios

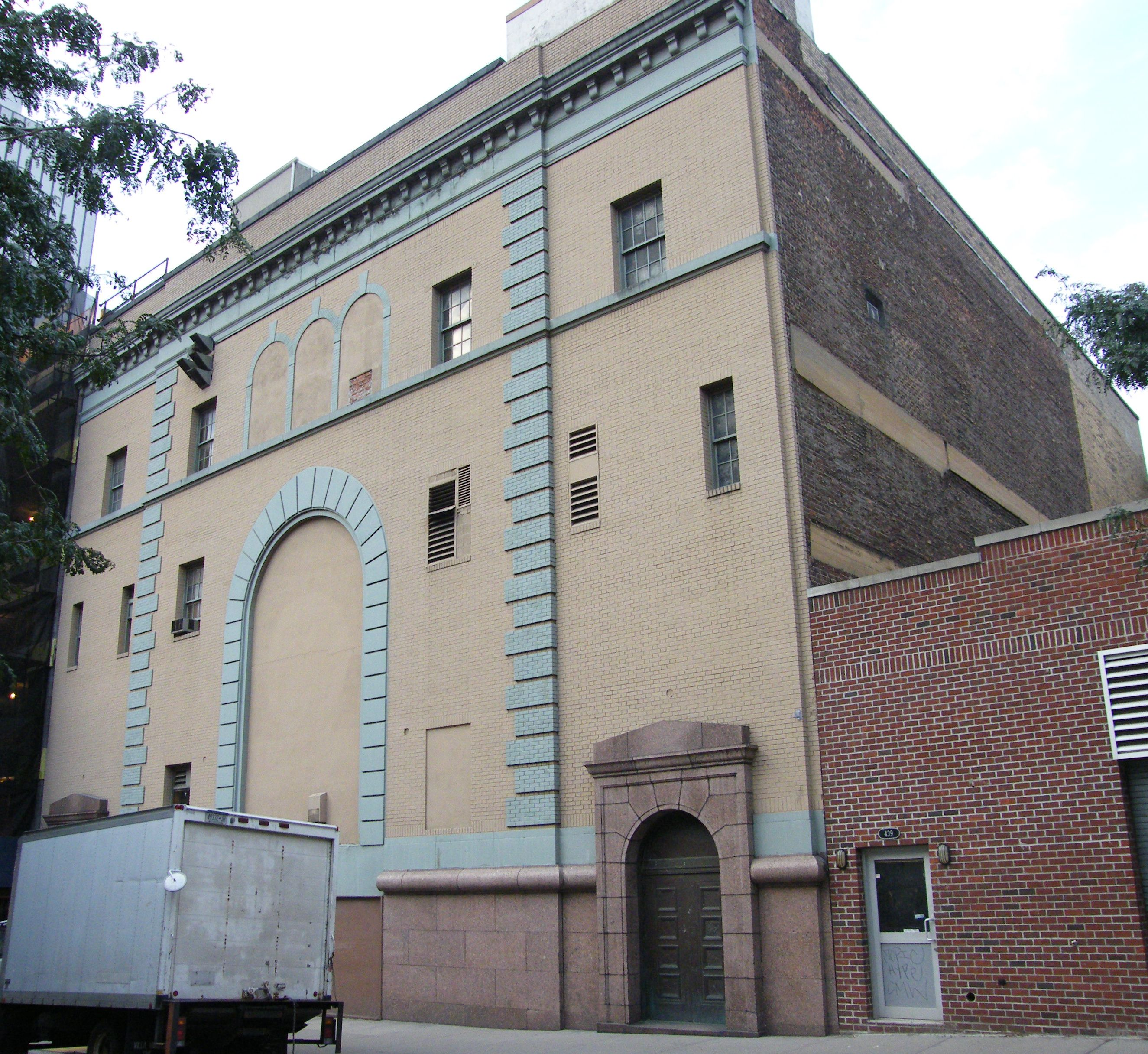
Avatar Studios

Gli Avatar Studios, in passato noti come Power Station Studios, sono degli studi di registrazione situati alla 441 West 53rd Street di Manhattan, New York.
L'edificio fu ricostruito nel 1977 da Tony Bongiovi, che successivamente guadagnerà fama come produttore nel mondo della musica. Nel loro settore, gli studi hanno vinto diversi premi nel corso degli anni, compreso uno speciale "Les Paul Special Award for Lifetime Achievement" nel 1991. Dal 1996 hanno cambiato nome da "Power Station Studios" ad "Avatar Studios".
Gli studi hanno il merito di aver contribuito a lanciare un gruppo di fama mondiale come i Bon Jovi, il cui cantante Jon Bon Jovi è cugino di Tony Bongiovi. Fra i tanti altri artisti importanti che vi hanno registrato troviamo: Aerosmith, Bryan Adams, Dire Straits, Dream Theater, Duran Duran, Bruce Springsteen, John Lennon, Ryan Adams, Neil Young, George Michael, Moby, David Bowie, Roxy Music, Pat Metheny e The Power Station, band britannica che prese il suo nome proprio da quello degli studi.